# Geoffrey Taylor (Ruderer)
Geoffrey Barron Taylor (* 4. Februar 1890 in Toronto; † 24. April 1915 in Ypern, Belgien) war ein kanadischer Ruderer. 
Geoffrey Taylor ruderte für den Argonaut Rowing Club in Toronto. Bei den Olympischen Spielen 1908 in London trat Taylor am 30. Juli in zwei Bootsklassen an. Im Vierer ohne Steuermann unterlagen Gordon Balfour, Becher Gale, Charles Riddy und Geoffrey Taylor dem Boot des Magdalen College aus Oxford. Da von vier teilnehmenden Booten nur die beiden Siegerboote der Vorläufe das Finale erreichten, werden die beiden Verliererboote heute meist als Drittplatzierte geführt. Die vier Ruderer aus dem Vierer nahmen auch am Wettbewerb im Achter teil, ebenfalls mit einer Crew, die komplett vom Argonaut Rowing Club gestellt wurde. Die Kanadier gewannen ihren Vorlauf und unterlagen im Halbfinale der britischen Crew vom Leander Club. Auch in dieser Bootsklasse werden die unterlegenen Boote des Halbfinales meist als Olympiadritte bezeichnet.
Vier Jahre später trat Geoffrey Taylor auch bei den Olympischen Spielen 1912 in Stockholm mit einem Achter des Argonaut Rowing Club an. Die Kanadier trafen bereits im Vorlauf auf die späteren Olympiasieger vom Leander Club und schieden aus.
Taylor studierte von 1910 bis 1913 an der University of Toronto und wechselte dann nach Oxford ans Trinity College. Im Ersten Weltkrieg diente Geoffrey Taylor im 15. Infanterie-Bataillon. Er kämpfte in der Zweiten Flandernschlacht und wurde am 25. April 1915 als vermisst gemeldet. Er gehört zu den Personen, an die am Ehrenmal Menenpoort in Ypern erinnert wird.